# Мінта Дарфі
Арамінта Естель «Мінта» Дарфі (англ. Araminta Estelle «Minta» Durfee; 1 жовтня 1889 — 9 вересня 1975) — американська акторка епохи німого кіно.

## Біографія
Народилася в сім'ї Чарльза Воррена Дарфі і Флори Адкінс. Зустріла Роско Арбакла, який починав кар'єру в театрі, у серпні 1908 року одружилася з ним. Сама почала зніматися в кіно в 17 років, в тому числі зіграла в низці фільмів Чарлі Чапліна.
Розлучилася в 1921 році, незадовго до скандалу, пов'язаного зі смертю 26-річної акторки Вірджинії Рапп. У результаті трьох судових процесів Арбакл був виправданий і в подальшому почав знову отримувати запрошення роботи. Остаточно розлучилися в 1925 році.
Дарфі була пристрасною прихильницею Мейбл Норманд, з якою була в дружніх стосунках до її смерті.
Після завершення кар'єри брала участь у телешоу, таких як «Ноїв ковчег» (1956). Знялася в епізодичних ролях в таких фільмах, як «Як зелена була моя долина» (1941), «Примхлива Марієтта» (1935), «Роуз-Марі» (1936), «Непотоплюваний Моллі Браун» (1964), і «Цей божевільний, божевільний, божевільний, божевільний світ» (1963).
Надалі читала лекції з історії німого кіно і проводила ретроспективні покази фільмів Роско Арбакла і власних.
Померла у Вудленд-Гіллз, Каліфорнія, в 1975 році від хвороби серця.

## Вибрана фільмографія
- 1913 — Вільний день Фатті / Fatty's Day Off
- 1913 — Невелике тихе весілля / A Quiet Little Wedding
- 1913 — Фатті в Сан-Дієго / Fatty at San Diego
- 1913 — Вино / Wine
- 1913 — Фатті вступає в поліцію / Fatty Joins the Force
- 1913 — Фліртуючий Фатті / Fatty's Flirtation
- 1914 — Заслужена нога / A Misplaced Foot
- 1914 — Заступник шерифа / The Under-Sheriff
- 1914 — Помилковий флірт /A Flirt's Mistake
- 1914 — Весілля Ребекки / Rebecca's Wedding Day
- 1914 — Танго-путаниця / Tango Tangles
- 1914 — Як Хейзел зустріла лиходія / Where Hazel Met the Villain
- 1914 — Підвісне випробування / A Suspended Ordeal
- 1914 — Водна собака / The Water Dog
- 1914 — Турбота / The Alarm
- 1914 — Нокаут / The Knockout
- 1914 — Фатті і спадкоємиця / Fatty and the Heiress
- 1914 — Кінець Фатті / Fatty's Finish
- 1914 — Небесний пірат / The Sky Pirate
- 1914 — Ці щасливі дні / Those Happy Days
- 1914 — Подарунок Фатті / Fatty's Gift
- 1914 — Його нова професія / His New Profession
- 1914 — Марнотратники / The Rounders
- 1914 — Любов на удачу / Lover's Luck
- 1914 — Дебют Фатті / Fatty's Debut
- 1914 — Знову Фатті / Fatty Again
- 1914 — Пошта закоханих / Lovers' Post Office
- 1914 — Некомпетентний герой / An Incompetent Hero
- 1914 — Вино Фатті / Fatty's Wine Party
- 1914 — Викрадення дешевого автомобіля / Leading Lizzie Astray
- 1914 — Чудові штани Фатті / Fatty's Magic Pants
- 1914 — Фатті і Мінні Хі-Хо / Fatty and Minnie He-Haw
- 1914 — Маскарадна маска / The Masquerader
- 1915 — Будівля суду Крукс / Court House Crooks, або Courthouse Crooks
- 1915 — Мейбл, Фатті і закон / Mabel, Fatty and the Law
- 1915 — Фатті і Мейбл на виставці в Сан-Дієго / Fatty and Mabel at the San Diego Exposition
- 1915 — Необачний крок Фатті / Fatty's Reckless Fling
- 1915 — Випадкове знайомство Фатті / Fatty's Chance Acquaintance
- 1915 — Зраджена монета Фатті / Fatty's Faithful Fido
- 1915 — Коли любов розправляє крила / When Love Took Wings
- 1915 — Падіння непостійного Фатті / Fickle Fatty's Fall
- 1915 — Фатті і Бродвейські зірки / Fatty and the Broadway Stars
- 1916 — Яскраве світло / Bright Lights
- 1916 — Помилки його дружини / His Wife's Mistakes
- 1916 — Інша людина / The Other Man
- 1918 — Міккі / Mickey
- 1963 — Цей божевільний, божевільний, божевільний, божевільний світ / It's a Mad, Mad, Mad, Mad World